# Société des Anc. Établissements Luc Court et Cie
Société des Anc. Établissements Luc Court et Cie est un constructeur automobile français.

## Production
L’entreprise basée à Lyon a commencé à produire des automobiles en 1899. Le nom de la marque était Luc Court.
L’usine était située au 88-92, Rue Robert.
En 1907, l’entreprise produisait quatre types de véhicules avec les moteurs suivants :
Moteur quatre cylindres de 3054 cm³ avec un alésage de 90 mm et une course de 120 mm. Le prix du 15/18 CV était de 9500 francs.
Moteur quatre cylindres de 4156 cm³ avec un alésage de 105 mm et une course de 120 mm. Le prix du 18/24 CV était de 13500 francs.
Moteur quatre cylindres de 6333 cm³ avec un alésage de 120 mm et une course de 140 mm. Le prix du 30/40 CV était de 16500 francs.
Moteur quatre cylindres de 9236 cm³ avec un alésage de 140 mm et une course de 150 mm. Le prix du 40/60 CV était de 22000 francs.

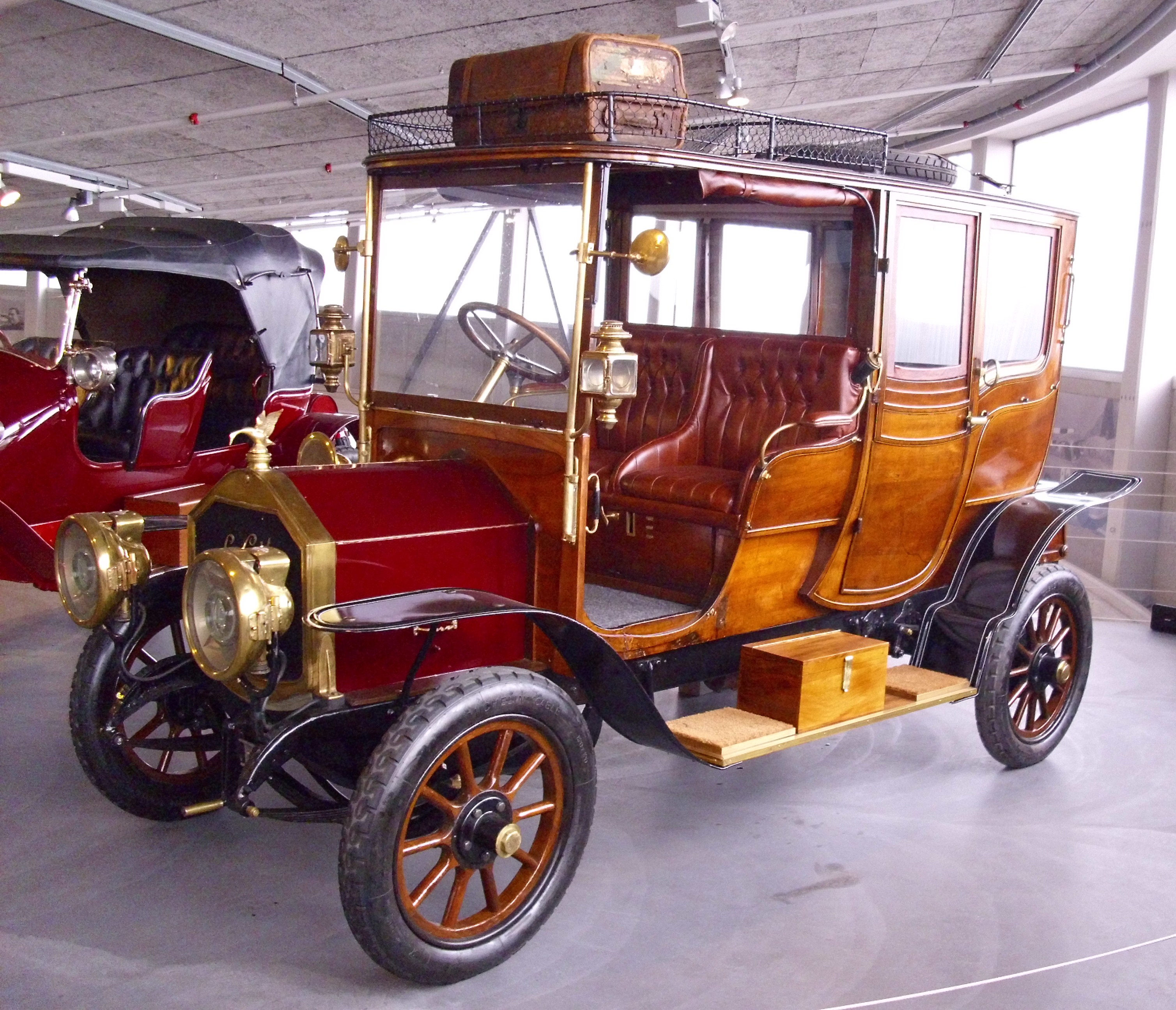
Luc Court 1909.
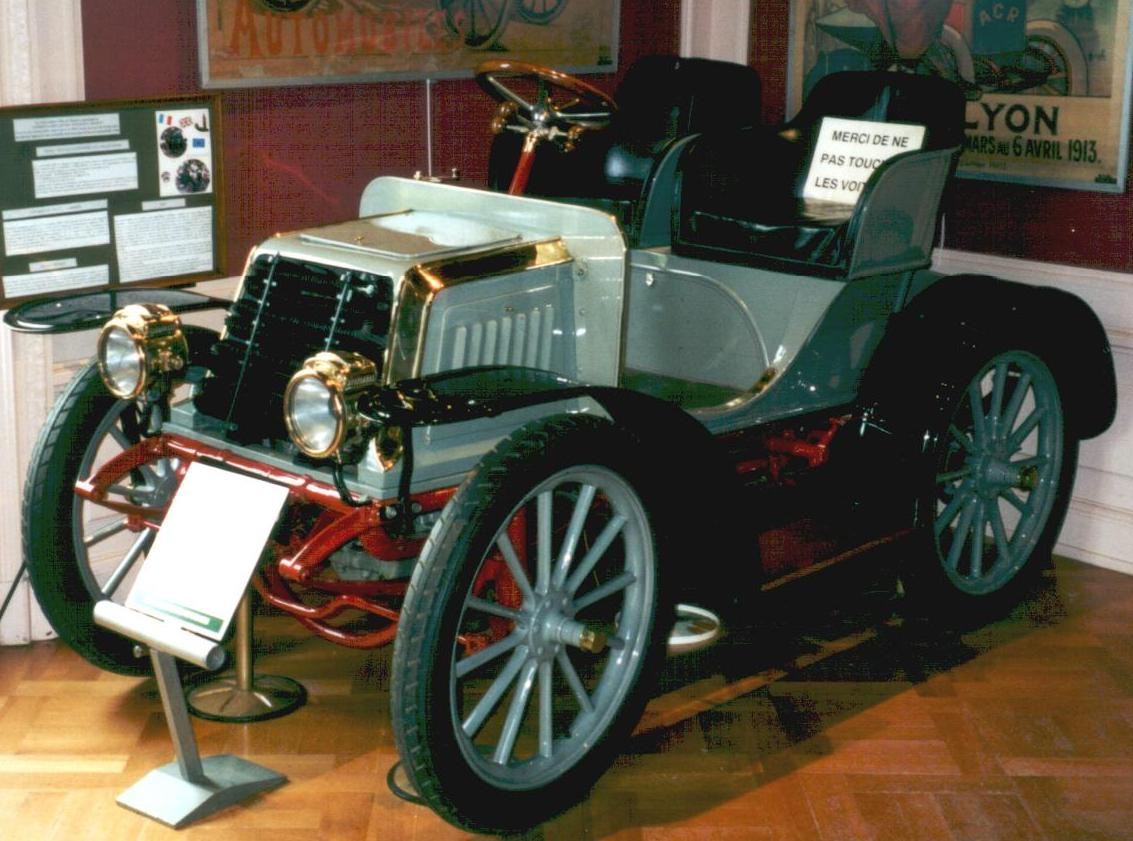
Luc Court 1901.
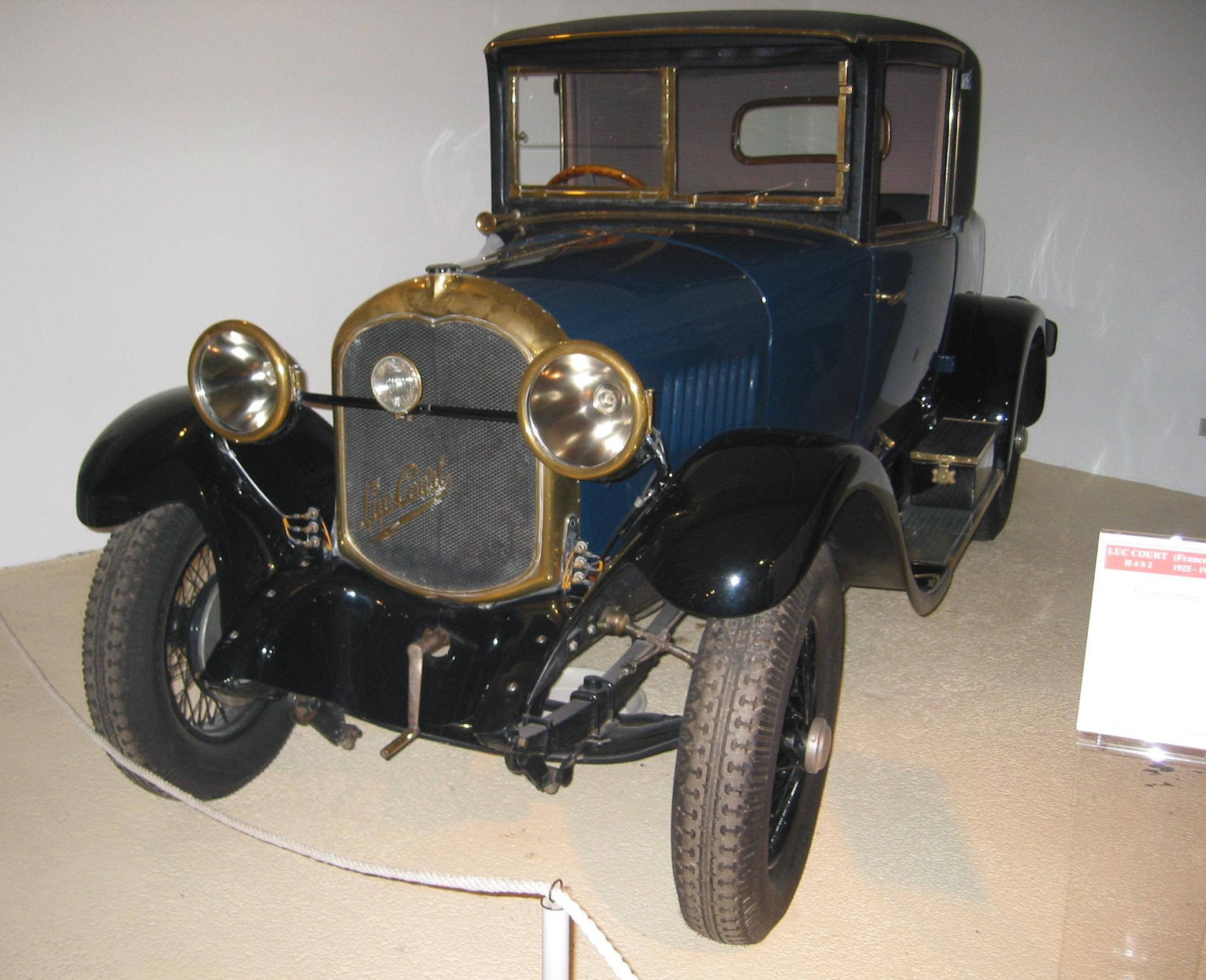
Luc Court 1928.
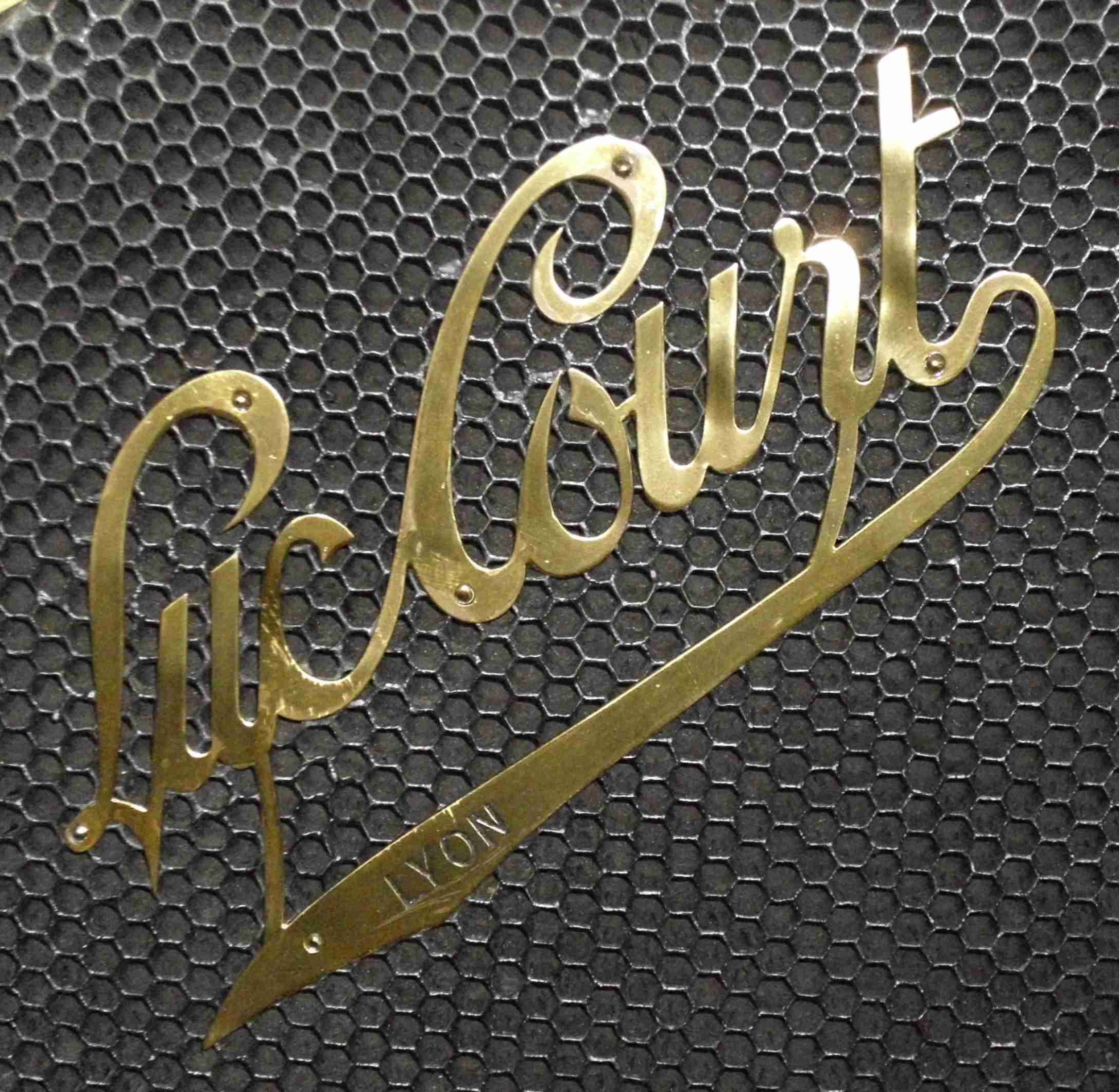
Luc Court.
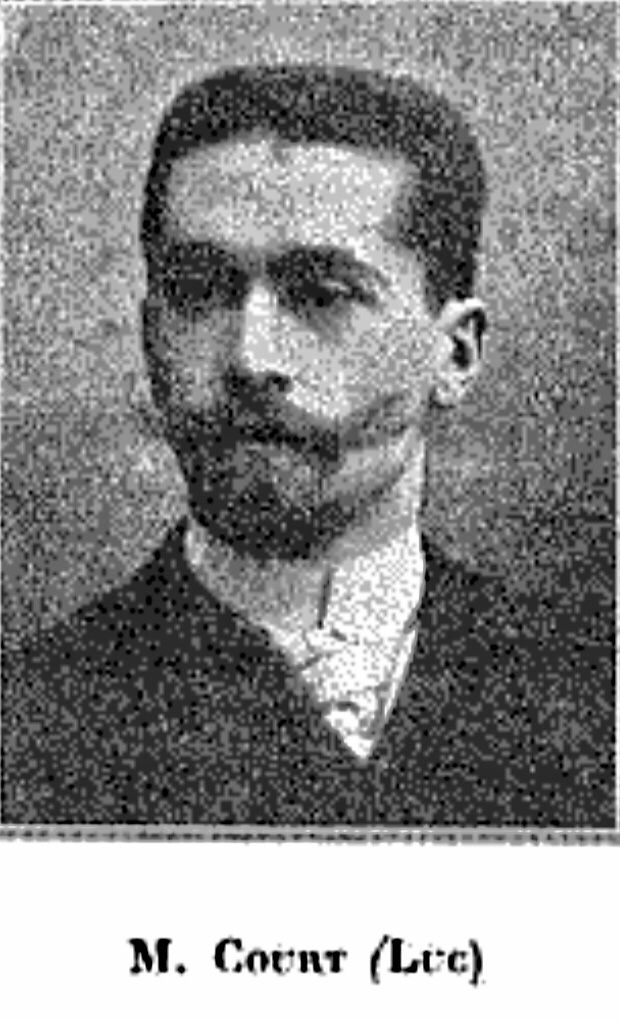
M. Luc Court.